# Абјеј
Абјеј (транслит.) је специјални административни регион у оквиру Јужног Кордофана, настао од дела некадашњег Западног Кордофана на територији Судана. Захвата површину од 10.460 км² и главни град је Абјеј. Абјеј је формиран 9. јула 2005. године на основу Свеобухватног мировног споразума, којим је окончан Други судански грађански рат између Владе Судана и Јужног Судана.
Већинско становништво овог округа наклоњено је влади Јужног Судана. Било је предвиђено да 2011. године буде одржан референдум о судбини Абјеја, али је он одложен. Током јуна 2011. године у региону је избио сукоб у коме су учествовали војници јужног и северног Судана. Конфликт је окончан демилитаризацијом зоне.